# Maccabi Haifa FC
El Maccabi Haifa Football Club (en hebreu מועדון כדורגל מכבי חיפה), és un club de futbol de la ciutat de Haifa.

## Palmarès

### Tornejos nacionals
- Lliga israeliana de futbol: (14)
  - 1983/84, 1984/85, 1988/89, 1990/91, 1993/94, 2000/01, 2001/02, 2003/04, 2004/05, 2005/06, 2008/09, 2010/11, 2020/21, 2021/22
- Copa israeliana de futbol: (6)
  - 1961/62, 1990/91, 1992/93, 1994/95, 1997/98, 2015/16.
- Copa Toto: (5)
  - 1993/94, 2002/03, 2005/06, 2007/08, 2014/15.
- Supercopa israeliana de futbol: (3)
  - 1962, 1985, 1989.

### Tornejos internacionals
- Cap

## Jugadors destacats
- Ronny Levy
- Haim Revivo
- Yochanan Vollach
- Nenad Pralija
- Raimondas Žutautas
- Viktor Chanov

## Estadi

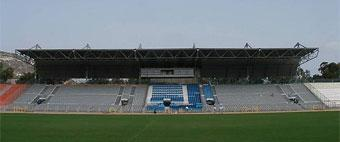
Estadi Qiryat Eliezer (Kyrat Eli'Ezer)

Juga els seus partits com a local a l'Estadi Sammy Ofer.